# Замковая церковь (Новогрудок)
Це́рковь Успе́ния Пресвято́й Богоро́дицы или За́мковая це́рковь (бел. Царква Прачыстай Багародзіцы; бел. Замкавая царква) — памятник архитектуры XIV—XVII веков в Новогрудке. Находилась на Замковой горе, посреди Новогрудского замка. В 1870-е годы власти Российской империи снесли церковь (сохранился только фундамент). Произведение архитектуры местной школы зодчества и барокко.

## История
Строительство церкви, видимо, началось при великом князе Гедимине до 1323 года, когда Новогрудок ещё был столицей Великого княжества Литовского. Около 1316 года город стал кафедрой первого литовского православного митрополита Феофила. Возможно, церковь построили немного позже, при сыне Гедимина Кориате, которому в середине XIV веке принадлежало Новогрудское удельное княжество.
Во 2-й половине XIV века здание перестроили — добавили четыре столба в центре. По требованию великого князя литовского Гедимина, около 1317 года Констатинопольским патриархом Иоанном Гликой была создана православная митрополия Литвы с центром в литовском Новгородке — Малом Новгороде (современный Новогрудок), на которую был поставлен митрополит Феофил (первый и последний на этой кафедре). Ему подчинялись епископы Полоцкий и Туровский. Резиденция литовского митрополита (греч. μητροπολίτης Λιτβων) находилась в Новогрудке, затем резиденция была устроена и в Вильне. Подвластное Орде Киевское княжество с 1320-х годов было под влиянием Великого княжества Литовского, а с 1362 года в составе ВКЛ. 
При литовском митрополите Феофиле, в 1328 году на соборе в Новогрудке, в котором участвовали епископы Марк Перемышльский, Феодосий Луцкий, Григорий Холмский и Стефан Туровский, епископом Владимирским поставили Афанасия, а Галицким — Феодора.
В 1409 году в Киев из Константинополя прибыл новый митрополит Киевский и всея Руси Фотий. В первой половине 1410-х годов Фотий был обвинён в тяжком грехе, по которому иерарх достоин извержения из Церкви и проклятия. Литовско-киевские епископы написали Фотию послание, в котором обосновали свой отказ от подчинения неканоничному иерарху. Великий князь Витовт изгнал Фотия из Киева и обратился к императору Мануилу с просьбой дать Литовской Руси достойного митрополита. Император «для прибытков неправедных» не удовлетворил просьбу Витовта. Не получив удовлетворения своей просьбе, великий князь Витовт собрал литовских князей, бояр, вельмож, архимандритов, игуменов, иноков и иных священников на собор. 15 ноября 1415 года в Новогородке Литовском архиепископ полоцкий Феодосий и епископы Исаакий черниговский, Дионисий луцкий, Герасим владимиро-волынский, Галасий перемышльский, Савастьян смоленский, Харитон Холмский и Евфимий туровский подписали соборную грамоту о избрании молдо-влахийского епископа Григория Цамблака и посвящении его в митрополита Киевского и всея Руси по правилам святых Апостолов и по признанным Вселенской православной церковью примерам, бывшим прежде на Руси, в Болгарии и Сербии, что по сути было объявлением автокефалии православной церкви в Великом княжестве Литовском. Константинопольский патриарх сначала не признавал нового митрополита, но потом всё таки признал Цамблака. Кафедру митрополита перенесли из Киева в Новогрудок. 
Борисоглебская церковь стала кафедрой митрополита Литовского. После смерти Цамблака в 1420 году Литовская митрополия осталась без митрополита. Пока в начале 1433 года патриарх Иосиф II не возвел на престол Литовской митрополии смоленского епископа Герасима. В Москве не пожелали признать Герасима, его обвинили в союзе с католиками. По этому подозрению князь Свидригайло в ходе гражданской войны между приверженцами «старой веры» и сторонниками польско-католической гегемонии в 1435 году приказал сжечь Герасима в Витебске (вследствие этого преступления Свидригайло потерпел поражение от пропольской партии). 
После образования в 1448 году Русской православной церкви, православные епархии Великого княжества Литовского через некоторое время стали автономной митрополией Константинопольского патриархата. Новогрудок продолжал оставаться кафедрой православного митрополита. На 1530-е годы здесь было уже 10 церквей: Борисоглебская, Успенская, Иоанновская, Крестовоздвиженская, Николаевская, Покровская, Пятницкая, Симеоновская, Троицкая и Воскресенская. Какой вид имела в это время Замковая (Успенская) церковь можно судить по материалам её археологических исследований, проведенных в 1973—1974 годах ленинградскими археологами.
Важной изюминкой этой церкви было и то, что здесь с XVI века находилась чудотворная икона Матери Божьей Новогрудской — известная многими чудесами, в том числе, по словам Адама Мицкевича, и его чудесным выздоровлением. В 1581—1775 годах здесь проходили заседания Литовского трибунала.
В XVII веке церковь перестроили в стиле позднего барокко. Церковь была сильно повреждена во время пожара 1751 года, и долгое время находилась в полуразрушенном состоянии. В начале 1870-х годов её разобрали на кирпич. Сегодня на замковой горе в Новогрудке сохранился на глубине свыше 1 метра только её фундамент. 

## Архитектура
Церковь была крестообразной в плане размерами 12,2 х 13 метров. Внутри церкви были четыре столба, которые содержали барабан с куполом. Два боковых нефа и апсида имели ребристые (нервюрные) своды. Если смотреть снаружи, над центром церкви возвышался купол, ниже центральных стен была апсида, западный притвор и боковые выступы. Такой вид делал её похожей на некоторые смоленские и полоцкие церкви XII века. Стены Успенской церкви были выложены из красного обожженного кирпича, боковые выступы украшались блоками желто-зеленого туфа, что создавало церкви, которая возвышалась над всем городом, очень красивый внешний вид.
В результате перестройки XVII веке объем продлили на запад, увеличили апсиду. Над южной стеной соорудили башню сложной конфигурации. Фасады декорировали фигурными оштукатуренными карнизами, нишами, тягами и многим другим.